# Maxence Prévot
Maxence Prévot (* 9. April 1997 in Belfort) ist ein französischer Fußballtorwart.

## Karriere

### Verein
Prévot begann seine Karriere bei der AS Essert. 2004 kam er in die Jugend des FC Sochaux. Im September 2013 stand er gegen die AS Moulins erstmals im Kader der B-Mannschaft von Sochaux. Im September 2014 debütierte er schließlich in der CFA, als er am vierten Spieltag der Saison 2014/15 gegen Jura Sud Foot in der Halbzeitpause für Hillel Konaté eingewechselt wurde. Bis Saisonende kam er zu vier Einsätzen in der vierthöchsten französischen Spielklasse.
Im Dezember 2015 stand er gegen die AJ Auxerre erstmals im Profikader. Im Januar 2016 debütierte er in der Ligue 2, als er am 22. Spieltag der Saison 2015/16 gegen den Paris FC in der Startelf stand. Bis Saisonende kam er zu vier Einsätzen für die Profis in der Ligue 2 und zu acht Einsätzen für die B-Mannschaft in der CFA, aus der man zu Saisonende absteigen musste.
In der Saison 2016/17 kam Prévot zu 24 Einsätzen in der Ligue 2 und zu vier Einsätzen für die Reserve in der CFA 2. In der Saison 2017/18 war er schließlich erstmals über die gesamte Saison hinweg Stammtorhüter von Sochaux und kam zu 32 Einsätzen. In der Saison 2018/19 fungierte Prévot als Kapitän von Sochaux, von Spieltag 19 bis 27 musste er jedoch im Tor Lawrence Ati Zigi weichen. Bis Saisonende kam er zu 29 Einsätzen.
Insgesamt bestritt er für den Verein 214 Ligaspiele sowie je ein Spiel im Pokal und Ligapokal. Dabei blieb er in 81 Spielen unbezwungen.
Nach Vertragsablauf wechselte er Mitte August 2023 zum belgischen Erstdivisionär Oud-Heverlee Löwen, bei dem er einen Vertrag mit einer Laufzeit von drei Jahren unterschrieb.

### Nationalmannschaft
Prévot absolvierte im März 2013 ein Spiel für die französische U-16-Auswahl. Im November 2016 kam er gegen die Niederlande zu seinem einzigen Einsatz für die französische U-20-Mannschaft.
Im Juni 2017 debütierte er gegen Albanien für die U-21-Auswahl. Mit dieser nahm er 2019 auch an der EM teil, wo er mit Frankreich im Halbfinale ausschied. Prévot kam während des Turniers zu keinem Einsatz.